# Колодец

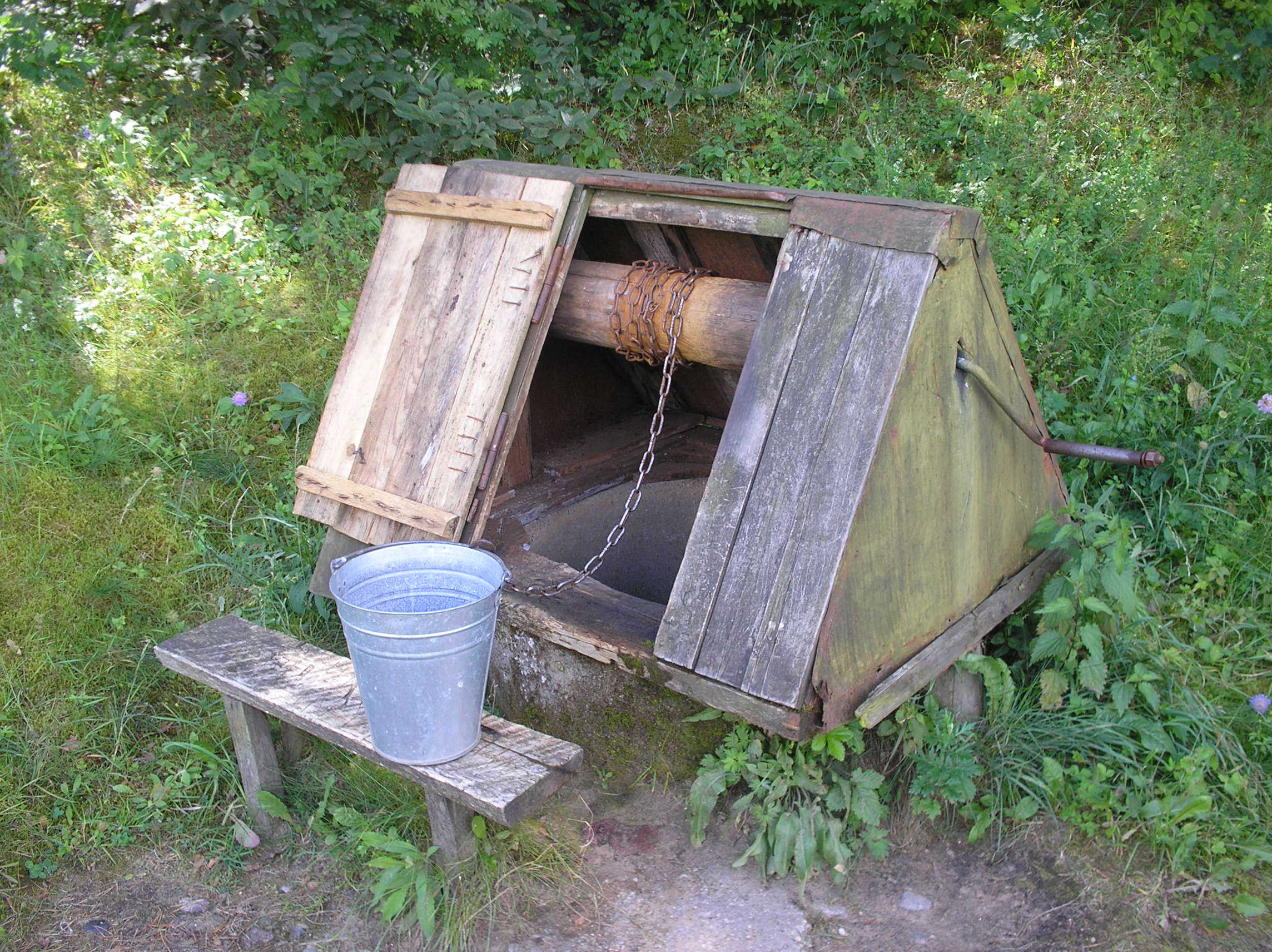
Крытый колодец с воротом

Коло́дец (устар. «коло́дязь», возможно от древнегерманского или готского нем. *kalding- — «источник») — гидротехническое сооружение для добывания и получения подземных вод из первого от поверхности безнапорного водоносного пласта, обычно представляющее собой шахту квадратного (или круглого) сечения. Условно шахту колодца делят на ствол, оголовок и водоприёмную часть.
От скважины колодец отличается тем, что намного шире её, поскольку копается, как правило, вручную.
- Оголовок оборудуется крышками и механизмом подъёма воды на поверхность (ведро на верёвке, шесте-«журавле», цепи или насос).
- Материал и форма ствола шахты может зависеть от грунта или скальной породы, составляющей ландшафт (например, железобетонными стеновыми цилиндрическими кольцами КС 15-9[3] или кирпичной кладкой).
- Водоприёмная часть колодца служит для притока и накопления грунтовых вод.

## Устройство шахтных колодцев

### Бурение колодца

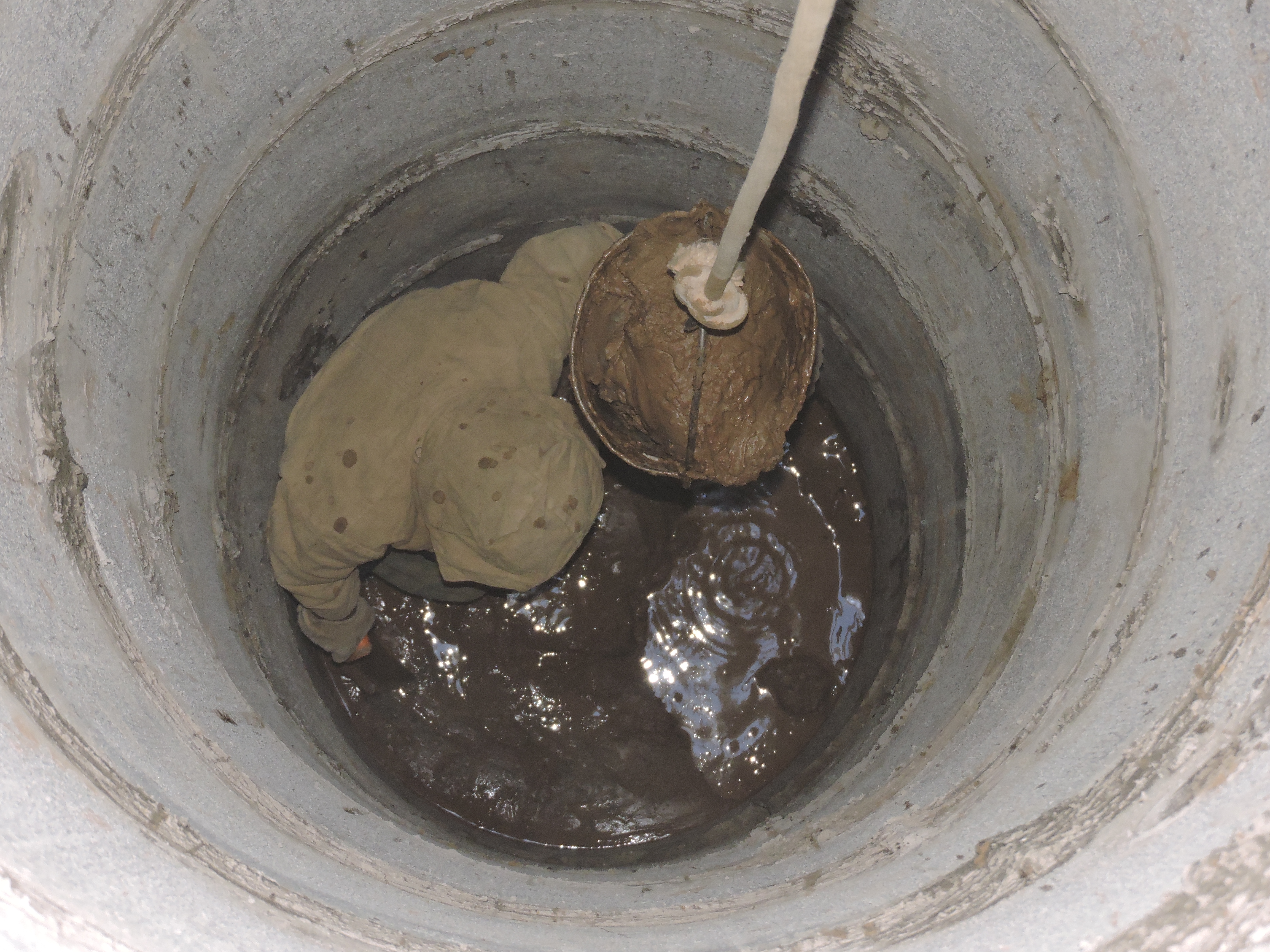
Копка колодца вручную лопатой. В ведре поднимается наверх разработанный грунт. На фото уже пройден водоносный слой и начался плывун

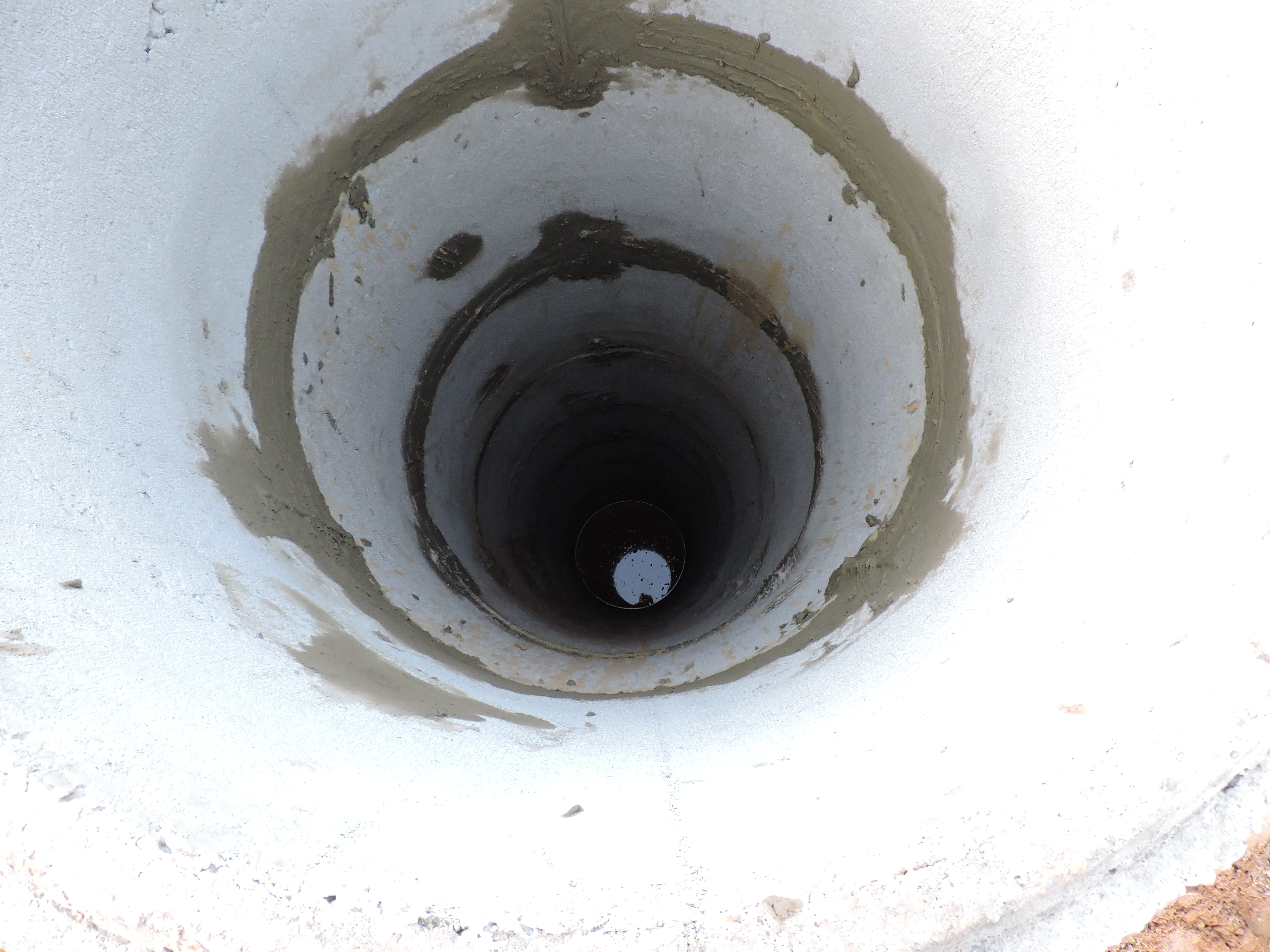
Ствол шахты колодца из бетонных колец КС 10-9. Высота каждого кольца составляет 90 см, внутренний диаметр — 100 см, а всего в этом колодце их десять

Организация колодцев значительно упрощается методами машинного бурения, особенно в крупнообломочных или скальных грунтах. В зависимости от мощностей буровой и характера грунтов могут применяться различные буры (например шнековый бур со скальными поворотными резцами РБЦ-50 или для тяжелых глин с резцами Р-45).
При организации колодца в тяжелых грунтах VII категории может быть принято решение об уменьшении диаметра ствола будущего колодца для снижения нагрузки на буровую установку. Накопительная часть колодца при этом уменьшится из-за уменьшения внутреннего объёма кольца.

### Копка колодца
Копка колодца вручную осуществляется с помощью лопат. Сначала копается шурф (шахта), в который опускается кольцо. Затем внутрь кольца спускается рабочий с лопатой, который подкапывает торец кольца по всей его периферии. Извлечённый грунт доставляется наверх вёдрами и разгружается рядом с местом стройки. По мере извлечения грунта кольцо постепенно теряет опору под собой и опускается под действием собственного веса. Данная работа является весьма рискованной. Когда кольцо войдёт примерно заподлицо с краем шурфа, на него водружают следующее, крепят два кольца различными способами (анкерами, скобами и т.п.), заделывают швы и транспортировочные отверстия. Крепление колец необходимо для того, чтобы шахту не разорвало по вертикали и кольца не смещались по горизонтали.
Когда колодец выходит на водоносный слой, копать становится труднее, т.к. грунт становится водонасыщенным. Такое явление называется плывун. Он представляет собой опасность для человека, извлекающего грунт из шахты. После копки колодца на плывуне, значительная часть самого нижнего кольца будет неизбежно заполнена водонасыщенным грунтом, и с этим ничего нельзя будет поделать. Столб воды в таком кольце будет примерно 1-1,5 кольца.

### Устройство оголовка
Ранее по требованиям СанПин, отмененным в 2021 году, оголовок колодца обязательно поднимался над уровнем земли на 0.7-0.8 м, в обязательном порядке оборудовался крышкой и глиняным замком по периметру оголовка. Причём регламентировалась глубина для колодезного замка двумя метрами, устроенного из хорошо промятой жирной глины. Ширина предписывалась в 1 метр по периметру оголовка.
Таким образом, что для организации колодца с диаметром ствола 1.5 метра требовалось ~17 м³ жирной глины. Сверху уплотнённая глина замка закрывалась отмостками, для предупреждения размыва.
По действующему СанПин 2.1.3684-21 пунктом 87 регламентируется только «укрытие для предотвращения загрязнения воды водоисточника».

## Ствол шахты питьевого колодца
Ствол шахты питьевого колодца может быть выполнен как из бетонных колец, так и других материалов (например дубовый или лиственичный сруб). При этом стыки должны быть загерметизированы для предотвращения попадания загрязнённой верховодки в накопительную часть колодца. Для герметизации технологических отверстий и швов применяются различные гидроизолирующие растворы.
Можно применять увлажнённую цементно-песочную смесь смешанную с 50 % раствором жидкого стекла.

## Выбор местности для организации колодца
Народным способом определения места для колодца является лозоходство. Методы инженерной геофизики, такие как электроразведка и сейсморазведка, позволяют прослеживать положение грунтовых вод в плане и выбрать оптимальные места для заложения колодцев. Грунтовые воды выделяются по понижению удельного электрического сопротивления до 10 — 50 Ом*м и увеличению скорости продольной волны до уровня 1600 — 1800 м/с. Самые глубокие копаные колодцы в СССР находились в Каракумах. Многие из них имели глубину больше ста метров, а один — даже 270 метров. Самый глубокий копаный колодец в мире — Вудингдинский колодец. Он был выкопан в 1862 году в Англии, его глубина — 390 метров. Специалист на Руси (в России) по рытью колодцев и сопутствующим работам называется колодезник.

## Типы колодцев

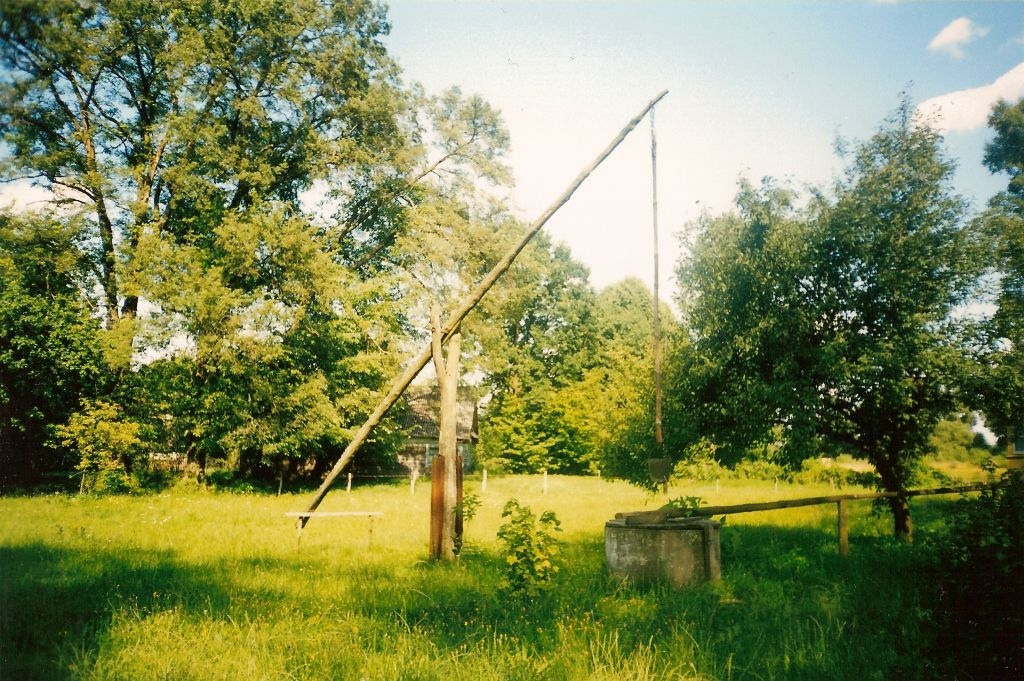
Колодец с «журавлём»
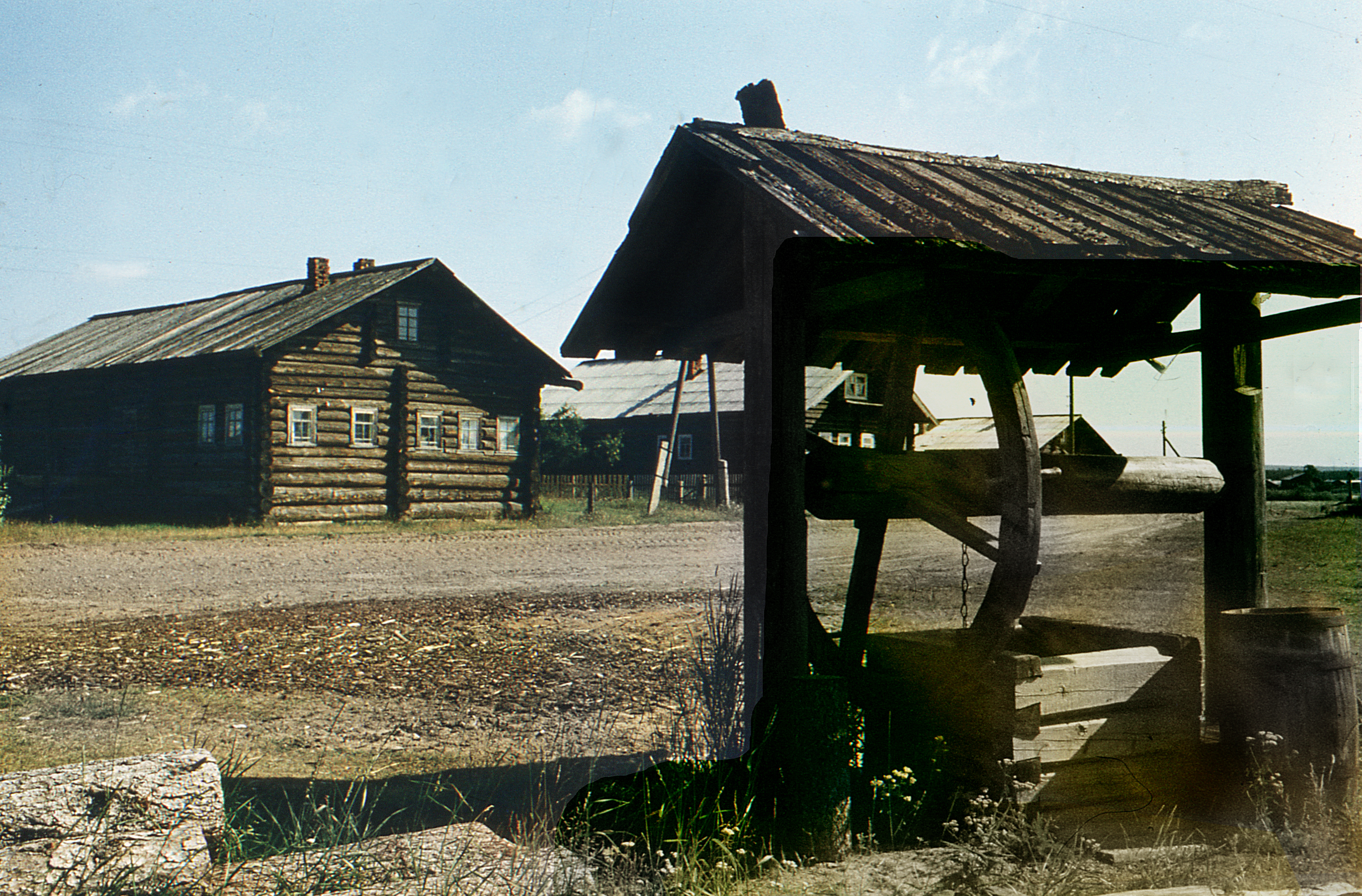
Колодец на Пинеге
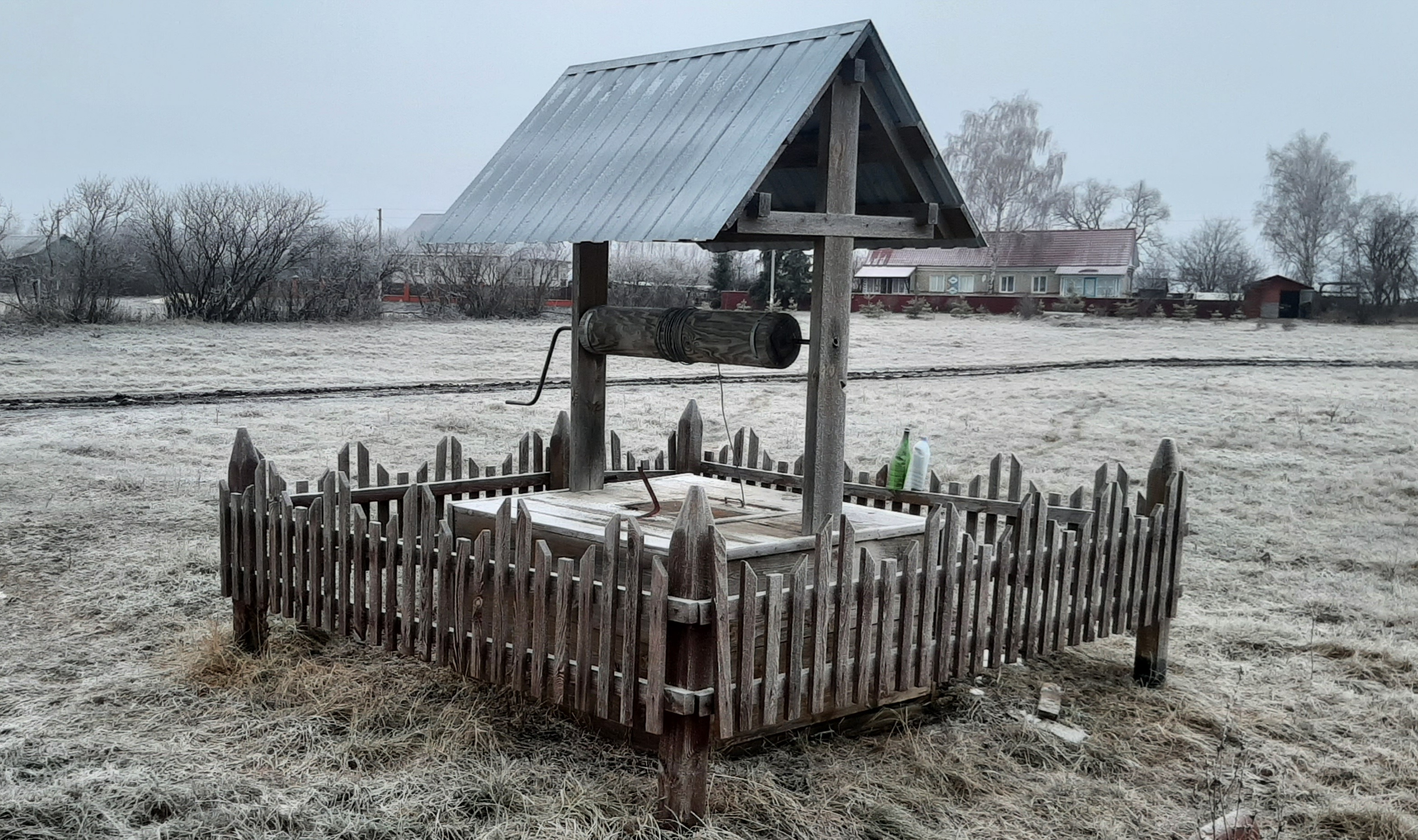
Колодец, Рязанская область
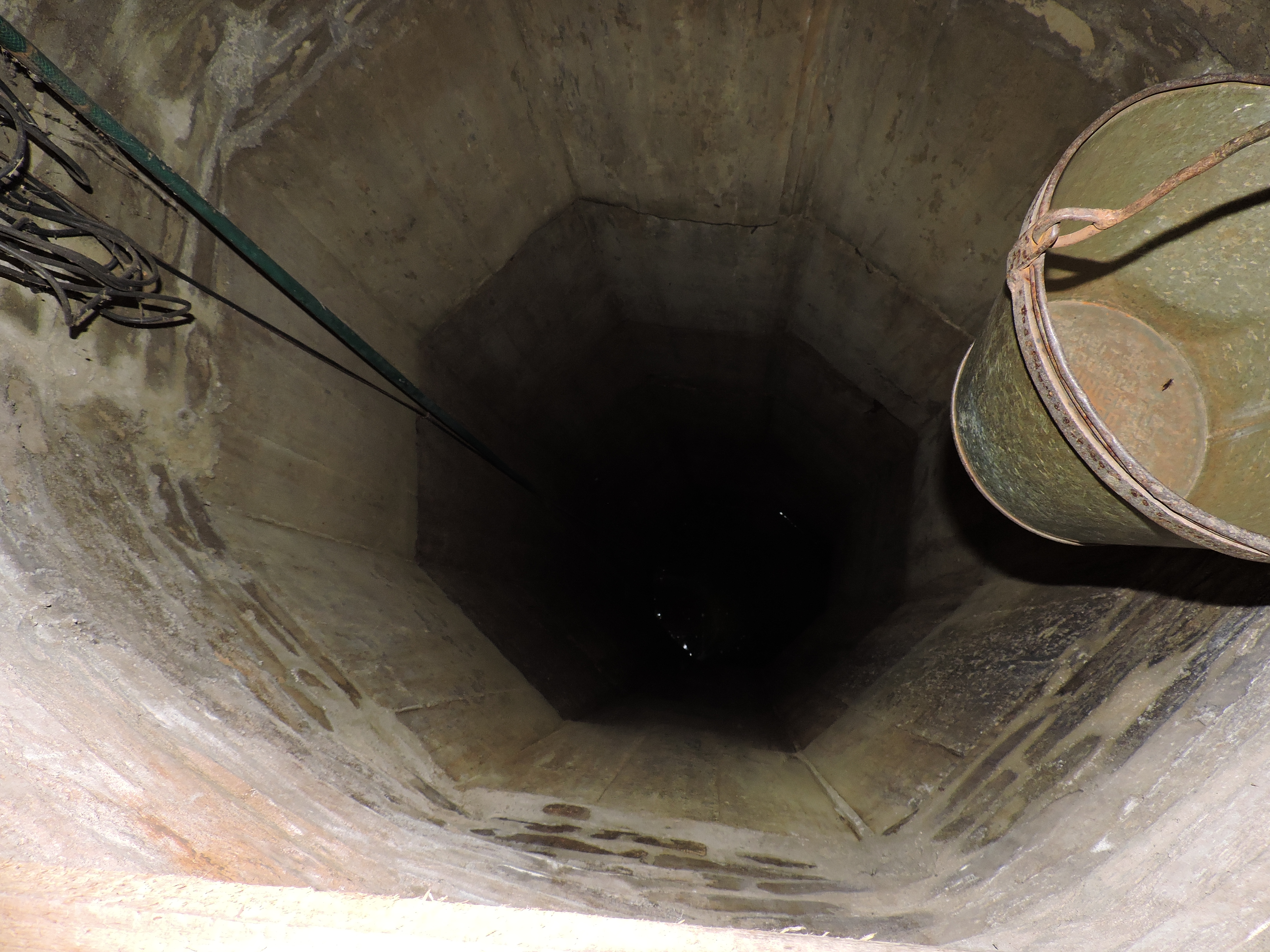
Колодец с шахтой восьмигранного сечения, собранный из бетонных плит. Деревня Слуды Вологодской области
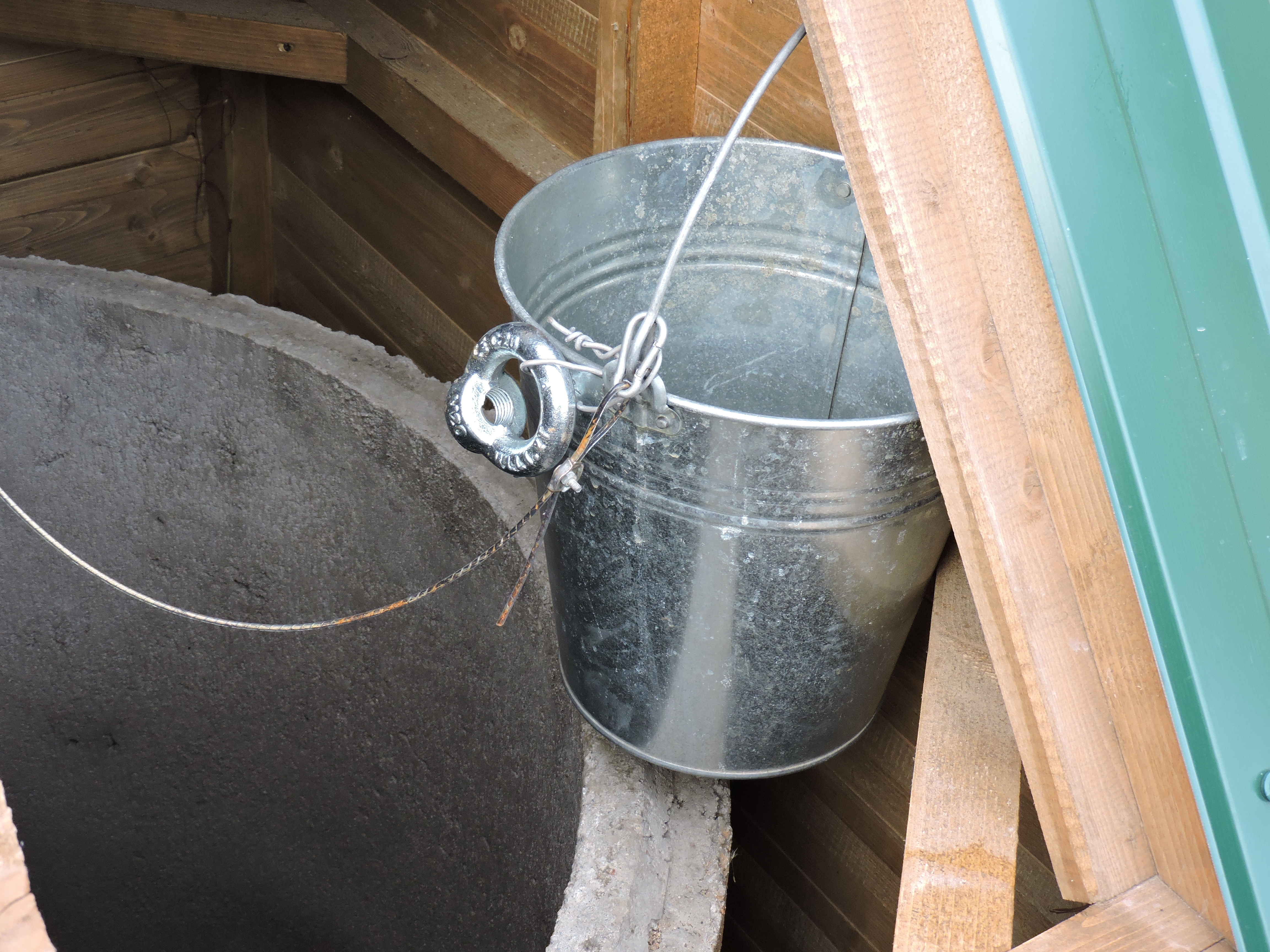
На ведро в качестве грузика установлена рым-гайка. Грузик смещает центр тяжести, заставляя ведро уходить под воду и этим облегчая задачу извлечения воды

Колодцы отличаются по уровню и объёму грунтовых вод, и могут называться:
- Шадуф — это колодец, из которого вода добывалась рычаговой системой журавля и использовалась древними египтянами для орошения земли.
- Русский колодец — крытая бревенчатая шахта с воротом, к которому цепью крепится бадья или ведро. Барабан вращается рукояткой, однако возможно и вращение за колесо, находящееся на одной оси с барабаном. Чтобы ведро при спуске в глубокий колодец не набрало очень большую скорость и не повредилось при ударе о воду, используется ленточный тормоз. Чтобы ведро не плавало на поверхности и быстро зачерпнуло воду, на стенку в верхней части прикрепляется грузик (смещают центр тяжести).
- В местности с близким залеганием грунтовых вод практикуется коромысловый тип колодца — так называемый «журавль».
- В месте выходящего из-под земли ключа или родника устраивается самый мелкий колодец – ключевой.
- Колодец архимедова винта — для непрерывной подачи воды с помощью винта, который вращал осёл.
- Артезианский колодезь
  - Абиссинский или нортоновский колодец — вид артезианского колодца, состоящего из трубы, диаметром 25—63[источник не указан 3360 дней] мм, снабжённой ситообразным наконечником-фильтром. Труба вводится посредством бурава в водоносный слой и снабжается поверхностным насосом.
- В связи с развитием садоводства и огородничества и строительства загородных коттеджей на территории России получил распространение колодец в виде скважины, в которую опускается погружной насос, приводимый в действие электричеством от бытовой электросети.

По способам рытья различают шахтные (срубные) и трубчатые колодцы (скважины). Шахтные колодцы роются в виде шахты круглой или квадратной формы.

## Колодцы у славян
До начала XX века колодец делали в виде деревянного сруба, чаще дубового. Обычно над срубом устанавливался ворот или журавль для поднятия воды. Отверстие колодца закрывалось крышкой.
Почти в каждом селе, деревне имелся свой святой источник, вода которого считалась целебной. Возникновение того или иного святого источника связывалось с именем Параскевы-Пятницы (в народе Прасковеи), культ которой сливался с культом Богородицы. По преданиям, распространённым по всей России, родник появлялся там, где прошли или присели отдохнуть Святая Параскева или Божья Матерь.
Возле колодцев и источников до начала XX века совершали жертвоприношения, произносили клятвы, заключали брачные союзы.

## Дебит одиночного колодца
Дебит одиночного колодца, заложенного в грунт, определяется по формуле: {\displaystyle Q={\frac {\pi k(H_{c}^{2}-H_{d}^{2})}{\ln {\frac {R_{d}}{r}}}}}, где {\displaystyle k} — коэффициент фильтрации, {\displaystyle H_{c}} — статический уровень стояния грунтовых вод, {\displaystyle H_{d}} — динамический уровень (в процессе откачки из колодца в количестве {\displaystyle Q} за единицу времени), {\displaystyle R_{d}} — 250—500 м для песчаных грунтов, 700 м для крупнозернистых песков, {\displaystyle r} — радиус колодца.

## Обычаи и народные поверья
- Нельзя отказывать незнакомому путнику в желании набрать воды из домашнего колодца. Напротив, если видишь, что человека мучит жажда, пригласи его во двор, набери воды из колодца и дай ему напиться. Откажешь, не к добру; навлечёшь беду на семью и подворье.
- У колодца нельзя мыться и справлять нужду, загадишь колодезную воду.
- Собрался по воду к колодцу, вымой руки и надень опрятную одежду.
- Идёшь от колодца с вёдрами, полными воды, не отказывай человеку в просьбе воды напиться. Такая встреча — к добру, больше отдашь, больше получишь.
- Встретить кого с пустыми вёдрами — не к добру. Напротив, встретил кого с вёдрами, полными воды, — к удаче и прибыли.
- От воды чужой удаляйся, и из источника чужого не пей, чтобы пожить многое время, и чтобы прибавились тебе лета жизни.
- По поверью, в ясный день из колодца звёзды на небе видны.
- Нередко по воду к колодцу ходили незамужние девушки. Обычай этот имел глубокий смысл, семье надо было отдавать дочерей замуж и прогулка к колодцу позволяла девушке «показать себя». Поэтому выход со двора становился важным ритуалом и поводом, чтобы на время оставить домашние хлопоты и хозяйственные заботы, умыться, привести в порядок волосы, надеть красивые платок и одежду, серьги, бусы, ожерелье, браслеты. По этому же обычаю, за водою ходили неспешно, с достоинством и грацией. Девушке не возбранялось задержаться по дороге к колодцу в разговоре с соседями, подругой или парнем. Переноска вёдер, полных воды, вырабатывала особую походку и формировала статную фигуру. Просившему испить воды не только нельзя было отказать, но и напротив надо было остановиться и приветливо позволить утолить жажду — таков неписаный обычай.

## Загадки, пословицы и поговорки

### Загадки
- Пришла девица — воды напиться (что это?). Ответ: Пустое ведро, с которым подошли к колодцу (реке, источнику) воды набрать.

### Поговорки
- Не плюй в колодец; замучит жажда — придется воды напиться.

## Галерея

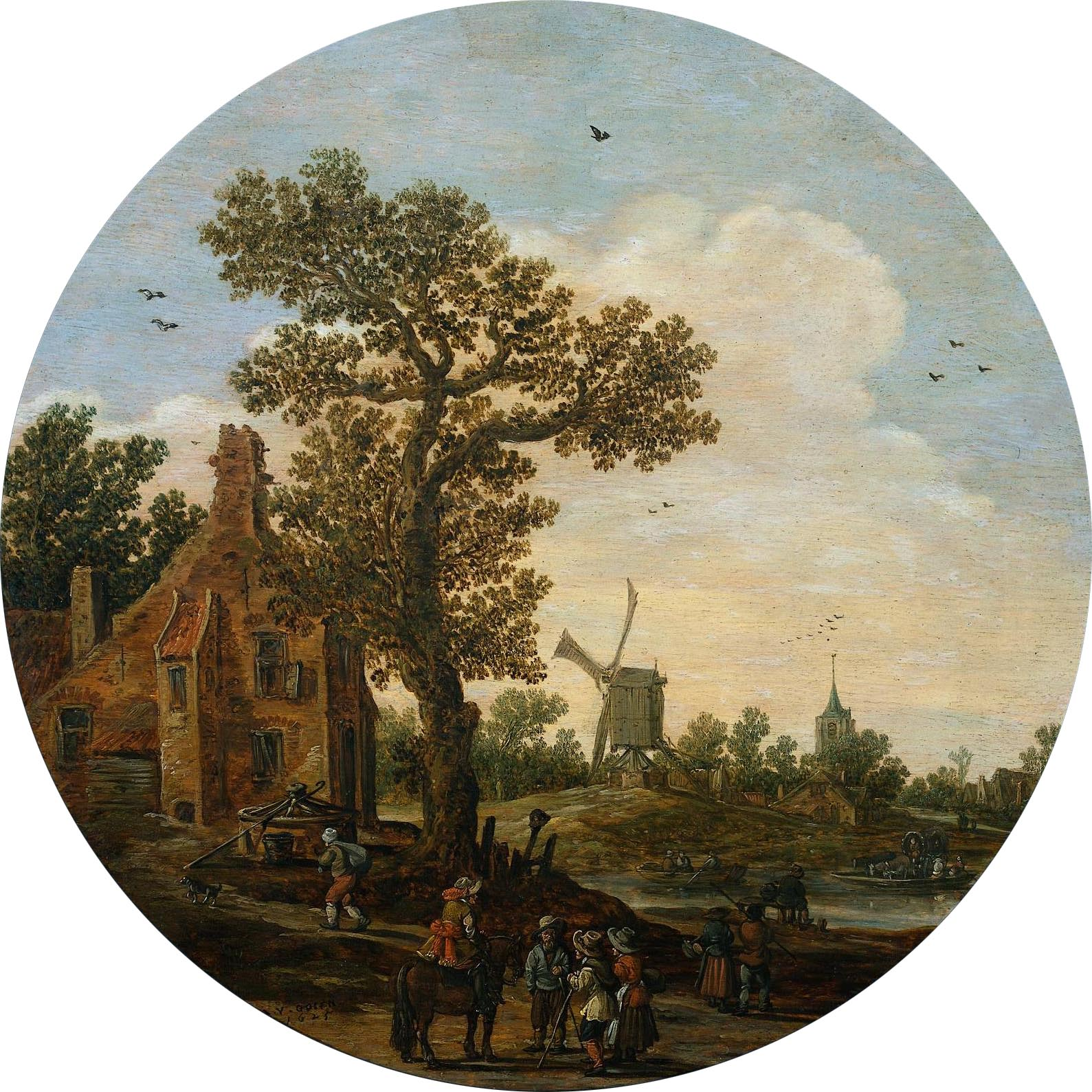
«Лето»
Ян ван Гойен, 1625

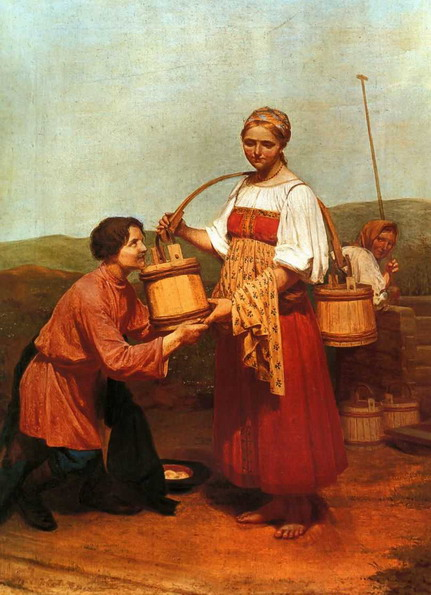
«Встреча у колодца»
Алексей Венецианов, 1843. Национальный музей искусств Азербайджана

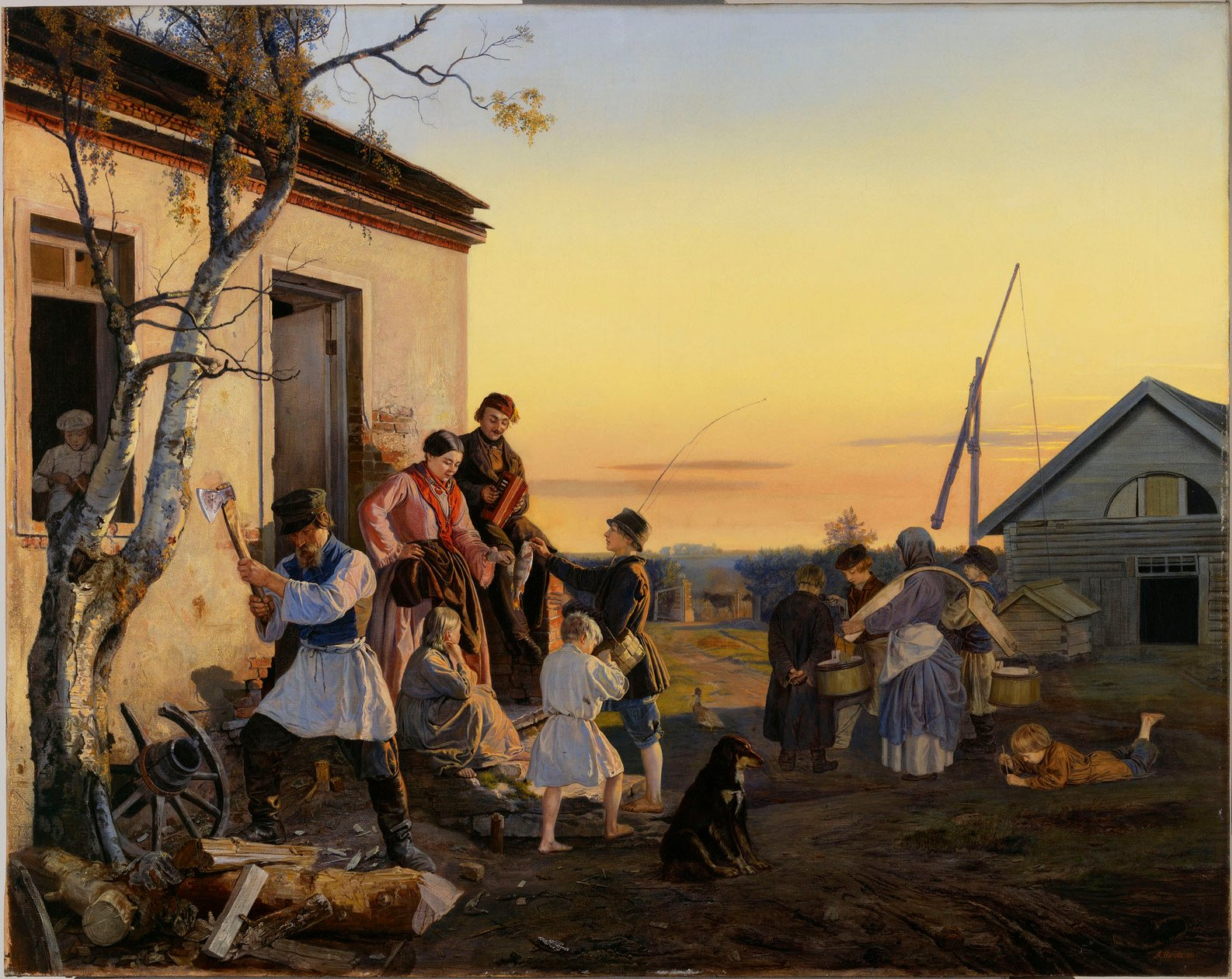
«На дворе фермы»
Андрей Попов, 1855. Финская национальная галерея

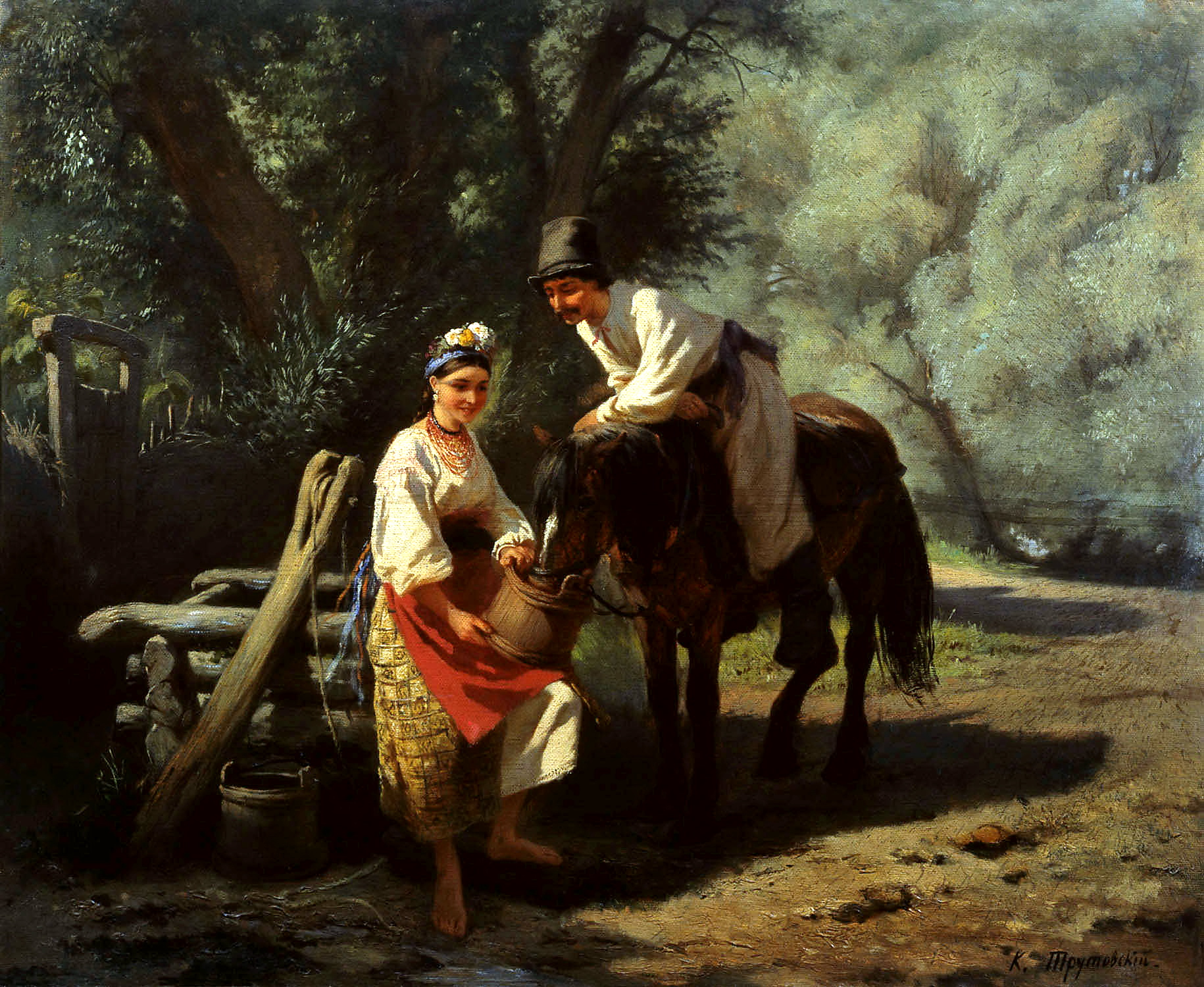
«Сцена у колодца»
Константин Трутовский, ранее 1893

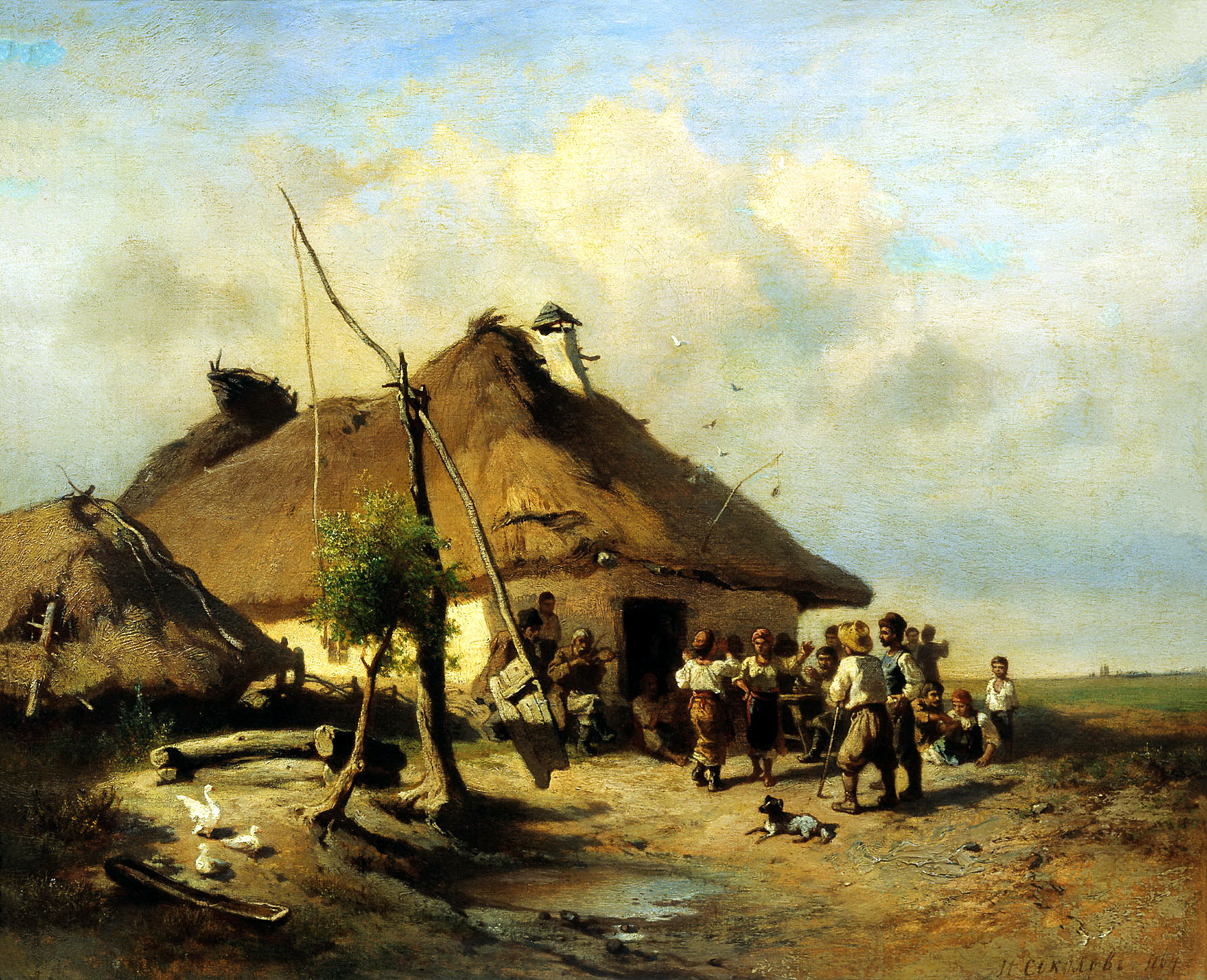
«Возле шинка»
Иван Соколов, 1864. Закарпатский художественный музей.

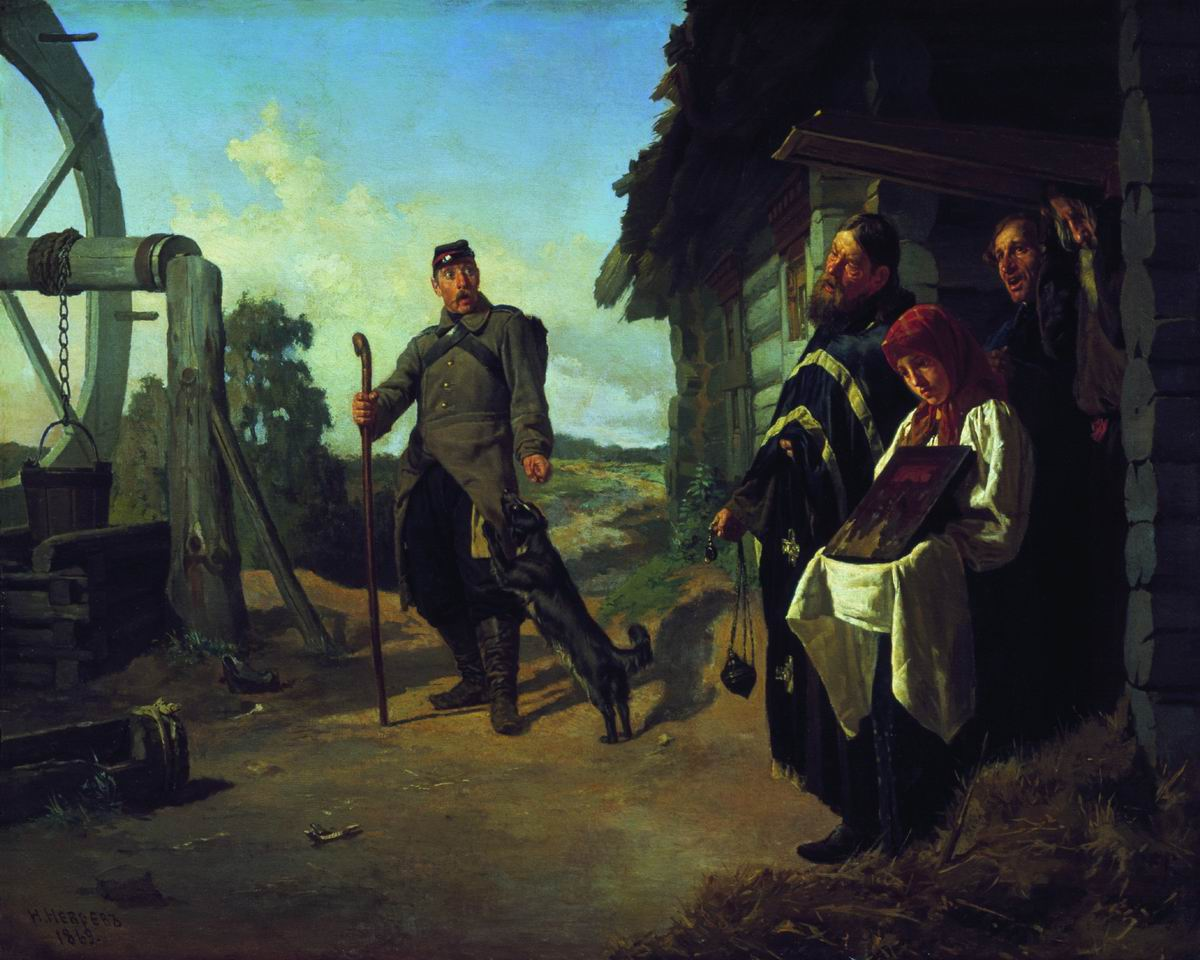
«Возвращение солдата на родину»
Николай Неврев, 1869